# Pharmaforschung
Als Pharmaforschung wird die in Pharmaunternehmen und Universitäten betriebene gezielte Suche nach neuen Wirkstoffen, neuen Wirkstoffkombinationen, neuen galenischen Formen, neuen Anwendungsgebieten für bestehende Arzneimittel und die Entwicklung neuer Arzneimittel bezeichnet. Dabei müssen Kandidaten für neue Arzneimittel in vorgeschriebenen präklinischen und klinischen Studien auf ihre Qualität, Unbedenklichkeit und Wirksamkeit getestet werden, bevor sie von den Arzneimittelbehörden für die Vermarktung zugelassen werden.

## Die präklinische Forschung

### Wirkstoffsuche
Am Anfang eines jeden innovativen Arzneimittels steht die Suche nach einem neuen Wirkstoff. Im Gegensatz zu früheren, oft vom Zufall abhängigen Ansätzen bemüht man sich heute, in einem systematischen, mehrstufigen und iterativen Prozess neue Stoffe als Leitstrukturen zu identifizieren, die dann zu Wirkstoff-Kandidaten weiterentwickelt und optimiert werden.

#### Zielmoleküle für neue Wirkstoffe
Dabei nutzt man die Techniken der Molekularbiologie, um Krankheitsprozesse zu verstehen und mögliche körpereigene Zielmoleküle, sogenannte Targets, zu identifizieren, an denen ein Arzneistoff ansetzen und so den Krankheitsverlauf beeinflussen kann. Die meisten existierenden Arzneimittel haben nur wenige hundert verschiedene körpereigene Zielmoleküle, auf die sie einwirken. Die meisten solcher Zielmoleküle sind Rezeptoren, Enzyme und Ionenkanäle. Im Zuge der Genom-Forschung wurden viele neue potentielle Zielmoleküle identifiziert, für die aber geeignete Arzneistoffe erst entwickelt werden.

#### Suche nach Leitstrukturen
Bei der Suche nach neuen Leitstrukturen kommen große Molekülbibliotheken zum Einsatz, in denen Moleküle aus älteren Forschungsprojekten, Moleküle aus der Kombinatorischen Chemie aber auch Naturstoffe zusammengefasst sind. Solche Bibliotheken von oft mehreren Millionen verschiedener Moleküle können mit Hilfe des automatisierten High-throughput screenings (HTS) von speziellen Robotern in wenigen Tagen durchsucht werden.
Voraussetzung für eine solche systematische Suche nach neuen Leitstrukturen ist die Entwicklung eines biochemischen Testsystems, das im High-throughput screening eingesetzt werden kann. Solche Testsysteme oder Assays sind meist biochemische Reaktionen, bei denen die Wechselwirkung zwischen einem Zielmolekül und den verschiedenen Molekülen aus der zu durchsuchenden Bibliothek untersucht werden kann. Diese Assays werden im High-throughput screening im Mikrolitermaßstab viele hunderttausend Mal durchgeführt.

#### Leitstrukturentwicklung
Nur wenige in solch einem Screening gefundene, auch Hits genannte Moleküle haben die Qualität, als Leitstruktur klassifiziert zu werden. Diese werden in der medizinischen Chemie im Zuge eines Wirkstoffdesigns in ihrer Struktur optimiert, sodass am Ende ein Molekül steht, welches eine günstige Wirkstärke, hohe Spezifität und geeignete Moleküleigenschaften hat, die das Molekül zu einem Wirkstoffkandidaten machen. Diese Eigenschaften sind eine Voraussetzung für ein erfolgreiches Arzneimittel. Bei zu niedriger Wirkstärke muss eine zu hohe Dosis eingesetzt werden, bei mangelnder Spezifität besteht die Gefahr, dass das Arzneimittel nicht akzeptable Nebenwirkungen zeigt und ohne geeignete pharmakokinetische Eigenschaften würde der Stoff nicht wie gewünscht im Körper aufgenommen, verteilt, verstoffwechselt oder ausgeschieden.
Bei der Leitstrukturoptimierung kommen neben chemischen und biochemischen Experimenten auch Methoden der Chemoinformatik zum Einsatz. Dabei können mittels Analysen zur Quantitativen Struktur-Wirkungs-Beziehung Vorhersagen zur pharmakologischen Wirkung oder Bioverfügbarkeit gemacht werden. Liegt für die Zielstruktur eine Kristallstrukturanalyse vor, so können auch mittels Molekulardesign Vorschläge für veränderte Molekülstrukturen gemacht werden. Zur Verbesserung der Bindungsaffinität und Spezifität werden oft Pharmakophor-Hypothesen entwickelt, die auch zur virtuellen Wirkstoffsuche in Datenbanken genutzt werden können. Ein einfaches Verfahren zur Vorhersage der oralen Bioverfügbarkeit einer neuen Substanz ist die Rule of Five.
In dieser Phase wird der engere Kandidatenkreis auch schon auf die wichtigsten Nebenwirkungen, z. B. unbeabsichtigte Wechselwirkungen mit dem hERG-Kanal (mit Hilfe der Patch-Clamp-Technik), getestet.
Sowohl die biochemischen als auch die cheminformatischen Analysen können aber letztlich nicht mit Gewissheit vorhersagen, wie sich ein neuer Wirkstoff in vivo verhält. Deshalb müssen neue Wirkstoffe in weiteren präklinischen Studien geprüft werden.

#### Wirkstoffsuche bei biotechnologischen Wirkstoffen
Deutlich anders verläuft die Wirkstoffsuche bei der Entwicklung biotechnologischer Wirkstoffe wie Peptidhormonen, Wachstumsfaktoren oder monoklonalen Antikörpern. Die Suche nach monoklonalen Antikörpern zum Beispiel ist in dem entsprechenden Artikel beschrieben. Aber auch biotechnologische Wirkstoffe müssen in weiteren vorgeschriebenen präklinischen und klinischen Studien geprüft werden.

### Präklinische Prüfung neuer Wirkstoffe

#### Tierversuche in der präklinischen Prüfung
Nachdem ein neuer Wirkstoff identifiziert wurde, muss dieser auf Wirksamkeit und Unbedenklichkeit in geeigneten Tierversuchen getestet werden. Diese müssen gemäß den geltenden Tierschutzgesetzen angemeldet oder genehmigt und durchgeführt werden. Nicht nur vorgeschrieben, sondern auch fachlich notwendig für aussagekräftige Ergebnisse ist dabei eine artgerechte Haltung der Versuchstiere ebenso wie die nachgewiesene Sachkunde der Mitarbeiter.
Ziel dieser Tierversuche ist es, Vorhersagen über die Reaktion von Menschen auf den neuen Wirkstoff zu machen. Dies setzt voraus, dass die Experimente mit Tierarten durchgeführt werden, die sich in dieser Hinsicht dem Menschen besonders ähnlich verhalten. Das ist im Einzelfall zu prüfen, und in der Praxis ist die Übereinstimmung von beobachteten toxischen Effekten in Tier und Mensch hoch, sodass man aus den Tierversuchsdaten eine relativ sichere Risiko-Abschätzung vornehmen kann. Dies wird auch dadurch belegt, dass nur 10 % aller Wirkstoffe in klinischen Studien wegen unerwarteter Nebenwirkungen im Menschen scheitern; die weitaus meisten Projekte werden wegen mangelnder Wirksamkeit oder ungünstiger Pharmakokinetik beendet. Aber es bleibt ein unvermeidbarer Rest an Unsicherheit; entsprechend muss bei den ersten Anwendungen am Menschen sehr vorsichtig vorgegangen werden.

#### Toxikologische Prüfung
Insbesondere die Prüfung auf Toxizität ist im Detail durch Leitlinien der FDA, der ICH und der Europäischen Arzneimittelagentur vorgeschrieben. Diese vorgeschriebenen Studien machen laut Verband der forschenden Arzneimittelhersteller (vfa) 86 % aller im pharmazeutischen Bereich durchgeführten Tierstudien aus.
Die Unbedenklichkeit neuer Wirkstoffe muss in folgenden Studien nachgewiesen werden.
- Akuttoxizität von Einzeldosen in zwei Säugetierarten (ein Nagetier und ein Nichtnagetier – typischerweise Ratte und Hund; bei biotechnologisch hergestellten Wirkstoffen, z. B. monoklonalen Antikörpern, auch Affen)
- Toxizität bei wiederholter Gabe über einen längeren Zeitraum
- Toxikokinetische und pharmakokinetische Tests
- Mutagenitätsprüfung
- Sicherheitspharmakologietests zur Überprüfung auf Wechselwirkungen mit lebenswichtigen Organsystemen (Herz/Kreislauf, Nervensystem, Lunge, Niere)
- Tests auf lokale Verträglichkeit
- Reproduktionstoxikologie

Unter Umständen müssen noch Studien zur Karzinogenität der Substanz durchgeführte werden, deren Ergebnisse allerdings erst zur Zulassung erforderlich sind. Ebenfalls erst zur Zulassung müssen die Ergebnisse von Immuntoxikologiestudien vorliegen. Alle wesentlichen Toxikologiestudien müssen nach den Regeln der Good Laboratory Practice durchgeführt werden. Das Ziel der toxikologischen Studien ist, eine für die klinischen Studien sichere Anfangsdosis festzustellen und mögliche Zielorgane für toxische Effekte sowie Sicherheitsparameter zur Überwachung während der klinischen Studien zu identifizieren. Üblicherweise wird die maximale empfohlene Anfangsdosis nach einer FDA-Guideline aus dem NOAEL der empfindlichsten Tierart berechnet.

#### Wirksamkeitsnachweis im Tierversuch
Oft werden auch präklinische Studien in geeigneten Krankheitsmodellen (zum Beispiel Knockout-Maus) durchgeführt, um die Wirksamkeit des Wirkstoffes in vivo nachzuweisen. Die Relevanz solcher Krankheitsmodelle ist aber oft schwer zu belegen. Ein Wirksamkeitsnachweis in solchen Tiermodellen ist nicht vorgeschrieben, er ist für die Unternehmen aber ein wertvoller Meilenstein in der Projektplanung.
Am Ende all dieser präklinischen Testreihen kommt dann in vielen Fällen aus mehreren Wirkstoffkandidaten nur eine Substanz in Frage, welche in der klinischen Forschung weiter getestet werden kann.

## Herstellung von Prüfpräparaten
Für die weitere klinische Forschung muss der neue Wirkstoff in einer geeigneten Arzneiform zu einem Arzneimittel, dem Prüfpräparat, verarbeitet werden. Dieser Prozess der pharmazeutischen Technologie oder Galenik läuft parallel mit der klinischen Forschung, weil in den klinischen Studien die optimale Dosis und Arzneiform erst gefunden werden muss. Über die Arzneiform lässt sich steuern, wie schnell der Wirkstoff im Körper aufgenommen und verteilt wird und wie er den Wirkungsort erreicht. Durch eine zielgenauere Arzneiform können auch Nebenwirkungen reduziert oder vermieden werden. Innovationen in der Arzneimittelentwicklung beschränken sich somit nicht auf die Suche nach neuen Wirkstoffen.
Erst für die Phase-III-Studien entspricht das Prüfpräparat in Dosis, Arzneiform und weitestgehend auch Verpackung dem zu vermarktenden Arzneimittel. In der Europäischen Union müssen alle Prüfpräparate für klinische Studien nach den Regeln der Good Manufacturing Practice hergestellt werden.

## Die klinische Forschung
Nach der präklinischen Forschung müssen neue Arzneimittel in geeigneten klinischen Studien auf ihre Unbedenklichkeit und Wirksamkeit geprüft werden. Die vorgeschriebene Prüfung in klinischen Studien ist in mehrere Phasen gegliedert. Klinische Studien müssen von den zuständigen Arzneimittelbehörden genehmigt werden; die Behörde prüft unter anderem die Daten aus der präklinischen Entwicklung und die Daten zur pharmazeutischen Qualität des Prüfpräparates. Außerdem ist ein positives Votum der zuständigen Ethikkommission erforderlich; die Ethikkommission prüft zum Schutz der Studienteilnehmer die Qualifikation der Prüfärzte und den Prüfplan. Details zur Genehmigung und Durchführung klinischer Studien sind im Arzneimittelrecht festgelegt. Sämtliche klinischen Studien müssen nach den Regeln der Good Clinical Practice durchgeführt werden.

### Phase 0
Phase-0-Studien sind ein neueres, nicht vorgeschriebenes Konzept zum Testen der pharmakokinetischen Eigenschaften eines neuen Wirkstoffes im Menschen. Dabei werden geringste Dosen des Wirkstoffes, die weit unter der Schwelle für einen pharmakologischen Effekt liegen, an Probanden, also gesunden Freiwilligen, getestet. Bei diesem auch Microdosing genannten Ansatz werden dann die Wirkstoffverteilung, der Wirkstoffabbau sowie einzelne Abbauprodukte mittels Massenspektrometrie analysiert. Für Phase-0-Studien sind nur wenige präklinische Studien erforderlich, sodass auf diesem Wege mehrere Wirkstoffkandidaten schnell getestet werden können. Dadurch sollte sich die Erfolgsrate bei den folgenden klinischen Studien erhöhen.

### Phase I
Die klassische erste Anwendung eines neuen Arzneimittels beim Menschen, auch First-in-human genannt, sind Phase-I-Studien. Ziel dieser Studien ist die Prüfung der initialen Sicherheit und Verträglichkeit sowie die Messung pharmakokinetischer Werte. Bei der Erstanwendung beim Menschen muss besonders vorsichtig vorgegangen werden, da zu dem Zeitpunkt nur Daten aus Tierversuchen vorliegen, deren Übertragbarkeit auf den Menschen mit einem Rest an Unsicherheit behaftet ist. Zu den möglichen Vorsichtsmaßnahmen bei der Erstanwendung zählen zum Beispiel eine sehr niedrige Anfangsdosis und die sequenzielle Anwendung an einzelnen Probanden.
Phase-I-Studien werden im Allgemeinen an 10 bis 80 männlichen Probanden durchgeführt. Wenn es sich um einen onkologischen Wirkstoff handelt, werden bereits diese frühen Studien oft an Patienten durchgeführt, da die Gabe eines zytotoxischen Arzneimittels an Probanden ethisch nicht vertretbar ist.
In Phase-I-Studien wird untersucht, ob sich der Wirkstoff im menschlichen Organismus genau so verhält wie in den präklinischen Tierexperimenten vorhergesagt, vor allem bei der Aufnahme, Verteilung, Umwandlung, Ausscheidung (ADME) und der Verträglichkeit. Dabei wird auch durch entsprechende Monitorgeräte laufend überwacht, wie sich lebenswichtige klinische Parameter – zum Beispiel der Blutdruck, Herz- und Atemfrequenz und die Körpertemperatur – verändern. Im Verlauf der Phase-I-Studie wird langsam die Dosis des Wirkstoffes erhöht, um zu ergründen, wann und wie stark eine Reaktion auftritt. Außerdem werden alle Ereignisse während der Studie festgehalten und auf einen möglichen Zusammenhang mit dem Wirkstoff hin untersucht, um erste Hinweise auf Nebenwirkungen zu erhalten.

### Phase II
Der Schwerpunkt von Phase-II-Studien ist ein erster Nachweis medizinischer Wirksamkeit und damit eine Bestätigung des Therapiekonzepts. Phase-II-Studien werden dementsprechend an Patienten durchgeführt. Die Behandlungsdauer beschränkt sich üblicherweise auf wenige Monate; es werden höchstens wenige hundert Patienten behandelt. Neben der Wirksamkeit wird auch hier die Verträglichkeit sorgfältig beobachtet.
Sobald es erste Hinweise auf Wirksamkeit gibt, wird in weiteren Teilstudien, auch Phase IIb genannt, nach der optimalen therapeutischen Dosis gesucht, die dann in Phase-III-Studien verwendet wird. Oft muss auch in dieser Phase die Arzneiform optimiert oder gewechselt werden; dafür kann es notwendig sein, nochmals Phase-I-Studien zur Pharmakokinetik der neuen Arzneiform durchzuführen.

### Phase III
Die Phase III umfasst die Studien, welche die für die Zulassung entscheidenden Daten zum Wirksamkeitsnachweis ermitteln.
Üblicherweise sind mindestens zwei voneinander unabhängige kontrollierte klinische Studien, die jede für sich einen Nachweis der statistischen Signifikanz der Wirksamkeit erbringen, notwendig. Phase-III-Studien können viele tausend Patienten einschließen und sich über mehrere Jahre erstrecken. In der Regel handelt es sich um randomisierte Doppelblindstudien. In Ausnahmen, in welchen eine Vergleichsgruppe aus ethischen Gründen nicht möglich ist, werden offene Studien durchgeführt, wie beispielsweise bei Imatinib. Als Vergleichspräparate werden, je nach Verfügbarkeit für die entsprechende Indikation, entweder schon zugelassene Arzneimittel oder aber Placebos eingesetzt. Während gegenüber Placebo in jedem Falle Überlegenheit zu demonstrieren ist, kann gegenüber anderen Arzneimitteln der Nachweis einer vergleichbaren Wirkung hinreichend sein.
Durchgängig werden auch in Phase III an allen Patienten Daten zur Arzneimittelsicherheit erhoben. Die Risiken-Nutzen-Abwägung ist eines der wichtigsten Kriterien für die Zulassung. Zudem können in Phase III noch weitere Untersuchungen, die zu einer genaueren Profilierung der Wirkungsweise oder der Langzeitbeobachtung dienen, durchgeführt werden.

### Einreichung des Zulassungsantrags
Nach erfolgreicher Beendigung der Phasen I bis III wird ein umfassendes Zulassungsdossier, ein Common Technical Document (CTD, meist in elektronischer Form, siehe eCTD), erstellt, in dem alle Daten zur pharmazeutischen Qualität (Herstellung, Prüfung, Haltbarkeit), zur präklinischen Prüfung und zu den drei klinischen Prüfungsphasen dargestellt, zusammengefasst und bewertet werden. Dieses Dossier dient der dafür zuständigen Arzneimittelbehörde als Grundlage zur Entscheidung, ob das Arzneimittel zugelassen wird.

### Phase IV
Phase IV schließlich beschreibt die Gesamtheit der nach Markteinführung durchgeführten klinischen Studien. Diese kann aufwändige Studien an großen Patientenpopulationen zur Erfassung möglicher seltener, aber relevanter Nebenwirkungen umfassen, aber auch kleinere Studien vorrangig zu Publikationszwecken in Fachzeitschriften. Für die Erweiterung der Zulassung eines Arzneimittels auf zusätzliche Indikationen oder auch für andere Darreichungsformen des gleichen Wirkstoffes sind hingegen neue Studien mindestens der Phase III (evtl. auch Phase I und II) durchzuführen.
Im Durchschnitt erreichen in den USA von rund 10.000 in der präklinischen Forschung evaluierten Wirkstoffen etwa fünf die klinische Forschung. Von diesen erhält schließlich eines die Zulassung bei der zuständigen Arzneimittelbehörde, der Food and Drug Administration (FDA). Von der Synthese eines neuen Wirkstoffs bis zur Marktzulassung des Medikaments vergehen durchschnittlich 14,2 Jahre, wovon die klinischen Phasen I–III rund 8,6 Jahre beanspruchen und das Zulassungsverfahren 1,8 Jahre. Die verbleibende Zeit von etwa 3,8 Jahren ist für die präklinische Forschung inklusive Wirkstoffsuche und -optimierung zu veranschlagen (Angaben für die USA).

## Rechtliches

### Richtlinien zur Arzneimittelprüfung und Zulassung
Die Arzneimittelgesetze geben nur einen Rahmen für die Voraussetzung der Erforschung und Zulassung neuartiger Arzneimittel. Unterhalb dieser gesetzlichen Grundlage ist deshalb ein vielschichtiges Regelwerk entstanden, das bei der Pharmaforschung zu berücksichtigen ist. Dabei ist zwischen rechtsverbindlichen Richtlinien und empfehlenden Leitlinien zu unterscheiden. Allerdings sind auch Leitlinien zu beachten, da sie zum Stand der wissenschaftlichen Erkenntnisse beitragen, der immer zu berücksichtigen ist.
In Deutschland gibt es auf der Grundlage von § 26 AMG bindende Arzneimittelprüfrichtlinien, die im Wesentlichen den detaillierten Anhang der Richtlinie 2001/83/EG übernehmen. Für klinische Prüfungen sind die GCP-Verordnung und die 3. Bekanntmachung zur klinischen Prüfung von Arzneimitteln am Menschen vom Paul-Ehrlich-Institut und vom Bundesinstitut für Arzneimittel und Medizinprodukte verbindlich.
Auf globaler Ebene haben die wichtigsten Arzneimittelbehörden – die US-amerikanische FDA, die Europäische Arzneimittelagentur sowie das japanische MHLW – im Rahmen der International Conference on Harmonisation of Technical Requirements for Registration of Pharmaceuticals for Human Use (ICH) gemeinsam mit der forschenden Industrie einheitliche Leitlinien (englisch: Guidelines) für Zulassungskriterien erarbeitet. Diese ermöglicht die Übermittlung weitgehend identischer Zulassungsanträge für die führenden Märkte.
ICH-Guidelines sind Leitlinien für die Prüfung der Qualität (Q1-Q11), Wirksamkeit (E1-E16) und Sicherheit (S1-S10) sowie für multidisziplinäre Fragen (M1-M8). Es handelt sich um für die drei großen Märkte EU, USA und Japan harmonisierte Leitlinien.
EMA-Guidelines entsprechen teilweise den ICH-Guidelines, es werden aber darüber hinaus auch in großer Zahl spezielle Guidelines nur für die EU veröffentlicht. Von den Ausschüssen der Europäischen Arzneimittelagentur spontan verfasste Guidelines sind empfehlend; Guidelines dagegen, die auf förmliche Anforderung aus dem EU-Recht verfasst wurden (zum Beispiel die Note for Guidance on minimising the risk of transmitting animal spongiform encephalopathy agents via human and veterinary medicinal products), sind als rechtsverbindlich anzusehen.
FDA-Guidelines sind umfangreiche, detaillierte, teilweise Standards setzende Richtlinien. Auch die FDA übernimmt ICH-Guidelines und veröffentlicht darüber hinaus spezielle Regelungen nur für die USA.
Nationale Leitlinien sind ebenfalls vorhanden und spielen bei speziellen Zulassungsverfahren eine Rolle. Beispiel: Genehmigung einer Produktion.

### Die Zulassung von Arzneimitteln
Fertigarzneimittel benötigen eine Zulassung durch die Arzneimittelbehörden, bevor sie auf den Markt gebracht werden dürfen. Die Zulassungsverfahren für ein Arzneimittel werden im Arzneimittelrecht geregelt. Diese sind in den letzten Jahrzehnten auch im Hinblick auf Katastrophen wie den Contergan-Skandal eingeführt oder verschärft worden.
Der Hersteller muss für die Zulassung eines neuen Arzneimittels die Verträglichkeit und Unbedenklichkeit seines Arzneimittels anhand von Tierversuchen nachweisen und die Ergebnisse der Wirksamkeitsprüfungen am Menschen im Rahmen der klinischen Entwicklung vorlegen. Außerdem müssen die Zulassungsunterlagen Angaben über die Zusammensetzung des Arzneimittels nach Art und Menge der Bestandteile, Informationen über die Herstellung der Ausgangsstoffe, der Halbfertigware und des Fertigungszeugnisses und über die Maßnahmen der Qualitätssicherung sowie Versuchsergebnisse zur Haltbarkeit enthalten.
Für die Staaten der Europäischen Union sind mittlerweile einheitliche Verfahrensregeln für die Zulassung in Kraft. Hierbei hat der Pharmaunternehmer die Auswahl zwischen der zentralen und der dezentralen Zulassungsprozedur sowie dem Verfahren der gegenseitigen Anerkennung. Bei der zentralen Zulassungsprozedur, die für bestimmte Arzneimittel, darunter gentechnisch hergestellte, verpflichtend ist, wird das Dossier direkt bei der Europäischen Arzneimittelagentur eingereicht. Nach erfolgreicher Prüfung und Konsultation der Mitgliedsstaaten erteilt die Europäische Kommission eine europaweite Zulassung. Beim Verfahren der gegenseitigen Anerkennung wird der Zulassungsantrag in einem einzelnen Referenzstaat eingereicht. Bei erfolgter Zulassung in diesem Staat kann diese nationale Zulassung in einem zwischen den nationalen Arzneimittelbehörden koordinierten Verfahren auf weitere Mitgliedsstaaten ausgeweitet werden. Das dezentrale Verfahren verläuft ähnlich, nur wird hier der Zulassungsantrag gleichzeitig in allen gewünschten Mitgliedsstaaten eingereicht; ein Referenzstaat erstellt einen Beurteilungsbericht, der von den anderen Mitgliedsstaaten anerkannt wird.
Manchmal entsteht im Verlauf der klinischen Entwicklung die Situation, dass Patienten, die an klinischen Studien teilgenommen haben, nach Abschluss dieser Studien bis zur erteilten Zulassung ein möglicherweise lebensrettendes Arzneimittel nicht regulär erhalten können. In solchen Situationen ist es oft im Einzelfall möglich, das Arzneimittel im Rahmen des Compassionate Use abzugeben.

## Ökonomische Aspekte

### Kosten der Arzneimittelentwicklung
Die Entwicklung eines neuen innovativen Arzneimittels ist kostenintensiv und dauert etwa 10 bis 12 Jahre. Sie ist für die Unternehmen ein hohes wirtschaftliches Risiko, da nur sehr wenige Substanzen, die in der Forschung getestet werden, auf den Markt kommen. Die am häufigsten zitierte Studie über Arzneimittelentwicklungskosten hat aus vertraulichen Industrieangaben Kosten von 802 Millionen US-Dollar für die Entwicklung eines neuen, innovativen Arzneimittels im Jahr 2000 ermittelt. Allerdings bezieht sich diese Angabe auf Vollkosten, unter anderem sind auch die durch die lange Entwicklungszeit hohen Opportunitätskosten enthalten, Geld das dem entwickelnden Unternehmen entgeht, da es dieses nicht am Kapitalmarkt anlegen kann – diese machen 50 % der 800 Mio. $ aus. Weiterhin sind die erheblichen Kosten für die große Zahl fehlgeschlagener Entwicklungsprojekte enthalten. Dennoch lässt sich feststellen, dass die Kosten, um ein potentielles Medikament bis zum Ende einer Phase III-Studie zu bringen, in den Jahren zwischen 1991 und 2001 um etwa das 2,5fache gestiegen sind. Trotz der erheblich gestiegenen Ausgaben für die Entwicklung neuer Arzneimittel ist jedoch die Rate an neu in den Markt eingeführten Medikamenten, mit im Durchschnitt nur drei Wirkstoffen in neuen Klassen von Medikamenten pro Jahr, in den letzten 30 Jahren relativ konstant geblieben.
Nach DiMasi waren die durchschnittlichen Barausgaben (out-of-pocket) für ein neu entwickeltes Arzneimittel in den verschiedenen Entwicklungsstufen im Jahr 2000 wie folgt:
- präklinische Entwicklung: 121 Mio. US $
- Phase-I-Studien: 15,2 Mio. US $
- Phase-II-Studien: 23,5 Mio. US $
- Phase-III-Studien: 86,3 Mio. US $
- langfristige Tierexperimente: 5,2 Mio. US $

Eine 2006 veröffentlichte Untersuchung von Adams und Brantner unterzog die oben zitierte Studie von DiMasi und Kollegen einer kritischen Prüfung: anstatt der dort ermittelten Entwicklungskosten von 802 Millionen US-Dollar schätzten diese Autoren die Kosten auf 500 Millionen bis 2 Milliarden US-Dollar, in Abhängigkeit von der angestrebten Therapie und des entwickelnden Pharmaunternehmens.
Im Gegensatz dazu findet eine Studie von Light und Warburton aus dem Jahr 2011 deutlich geringere durchschnittliche Kosten von 43,4 Mio. US-Dollar für die Entwicklung eines Medikaments. Diese Abweichung um den Faktor 18 entstehe durch wesentliche Konzeptionsfehler und massiv übertriebene Zahlen bei der Berechnung der Kosten klinischer Versuche in der DiMasi-Studie.
Innovative Arzneimittel kommen vergleichsweise selten auf den Markt, so wurden 2006 von der FDA 22 Arzneimittel mit neuen Wirkstoffen zugelassen, davon wurden lediglich zehn in der Kategorie Priority Review eingestuft (Priority Review bedeutet, dass die FDA davon ausgeht, dass das Arzneimittel eine signifikante Verbesserung im Vergleich zu existierenden Arzneimittels darstellt). Die Weiterentwicklung von existierenden Arzneimitteln verursacht weit geringere Forschungs- und Entwicklungskosten, jedoch gibt es hierzu wenig konkrete Zahlen.

### Arzneimittelentwicklung in Europa und Nordamerika
In den letzten Jahrzehnten hat sich die pharmazeutische Industrie in Europa und Nordamerika mehr und mehr auf die Entwicklung sogenannter Blockbuster konzentriert, das sind Arzneimittel, die einen Jahresumsatz von über einer Milliarde US-Dollar erzielen. Dementsprechend konzentrierte sich die Forschung auf die Entwicklung neuer Mittel gegen Volkskrankheiten, während andere, weniger lukrative Bereiche aufgegeben wurden. 2005 erzielten 94 Blockbuster mehr als ein Drittel des weltweiten Arzneimittelumsatzes. Es ist aber ungewiss, ob dieser Trend sich fortsetzen wird.
Ein wesentliches Problem der Industrie ist die sinkende Produktivität der Pharmaforschung. Die Zahl neu eingeführter Arzneistoffe stagniert seit Jahren trotz massiv steigender Forschungsausgaben; daran haben auch diverse Übernahmen und Fusionen von großen Pharmaunternehmen nichts geändert.
Als Korrektiv zur Fokussierung auf Blockbuster wurden verschiedene gesetzliche Regelungen eingeführt, damit auch für andere Bereiche notwendige Arzneimittel entwickelt werden. So gibt es sowohl in der EU als auch in den USA Erleichterungen bei der Zulassung von Orphan-Arzneimitteln, die es ermöglichen sollen, für seltene Krankheiten Arzneimittel profitabel zu entwickeln. Diese wurden auch angenommen; inzwischen sind zirka 40 Orphan-Arzneimittel in der EU zugelassen, viele davon wurden von kleineren Biotechnologieunternehmen entwickelt. Die Kriterien für solche Arzneimittel sind aber sehr restriktiv.
Ein anderer Ansatz wurde in der EU bei Kinderarzneimitteln gewählt. Hier sind die Unternehmen inzwischen verpflichtet, Arzneimittel mit neuen Wirkstoffen auch in Kindern zu prüfen und eine Zulassung als Kinderarzneimittel anzustreben; wird dies nicht gemacht, dann wird das Arzneimittel nur in begründeten Ausnahmen zugelassen. Als Entschädigung erhalten die Unternehmen einen um sechs Monate verlängerten Patentschutz.
Die Forschung über die Anwendung von Arzneimitteln (etwa zur Dosierung oder zur Dauer der Einnahme von Medikamenten) wird hingegen in der EU nicht einheitlich gehandhabt. Während z. B. in Deutschland diese Forschung nahezu ausschließlich von Pharmaunternehmen betrieben wird, müssen z. B. in Italien die Pharmaunternehmen einen Teil ihrer Marketingausgaben in einen Fonds einzahlen. Aus diesem Fonds werden dann unabhängige Studien zur Arzneimittelanwendung finanziert.

### Medikamentenentwicklung für Krankheiten der Dritten Welt
Die Pharmaforschung für Krankheiten, welche die Menschen der Dritten Welt betreffen, ist gegenüber den Zivilisationskrankheiten der Industrieländern im Rückstand, da in diesen Ländern keine zahlungskräftigen Krankenversicherungen die Kosten der gewinnorientierten Pharmaforschung decken können – daher der Begriff „vernachlässigte Krankheiten“. Besonders prekär ist die Lage bei Krankheiten, welche durch Würmer und Einzellern ausgelöst werden: Diese Erreger spielen in Industrieländern kaum eine Rolle, aber dafür in Entwicklungsländern. Dazu ist die Zahl der verfügbaren Medikamente klein. Als Beispiel gilt die afrikanische Schlafkrankheit: Es werden heute zwei Medikamente eingesetzt – Melarsoprol, welches nicht selten schwere Nebenwirkungen erzeugt; und das Eflornithin, dessen Produktion wieder aufgenommen wurde, weil es in Industrieländern Abnehmer als Mittel gegen Gesichtsbehaarung findet.
Um diesen Rückstand zu beheben, existieren verschiedene Strategien:
- Nachfragesteigerung (sog. pull incentives): Der Staat oder Hilfsorganisationen subventionieren die Abnehmer, so dass die Patienten in der Lage sind, das Medikament bezahlen zu können. Der Staat kann auch eine vertraglich vereinbarte Menge des Medikaments kaufen, um einen Teil des unternehmerischen Risikos aufzuheben.
- Angebotsverbesserung (sog. push incentives): Der Staat beteiligt sich an den Forschungskosten oder bietet den Pharmaunternehmen sonstige Anreize, zum Beispiel tiefere Steuern. Der Staat hilft den Unternehmen, neue Wirkstoffe zur Zulassung zu bringen.

Beide oben genannten Möglichkeiten neigen dazu, große, etablierte Pharmaunternehmen zu bevorzugen. Sie berücksichtigen nicht die Tatsache, dass profitorientierte Unternehmen daran scheitern, für arme Patienten und finanzschwache Drittweltländer Produkte zu entwickeln.
- Public-private partnerships (PPPs), von denen mittlerweile Dutzende bestehen. Sofern ein zu entwickelndes Medikament zumindest teilweise in der industrialisierten Welt eingesetzt werden kann (d. h. zahlungskräftige Kunden in entwickelten Ländern sind vorhanden) lohnt sich die Investition eines Pharmaunternehmens in eine privat-öffentliche Partnerschaft. Stiftungen und Philanthropen spenden das Geld, Fachleute aus der universitären Forschung testen zum Beispiel Wirkstoffe, die in der privatwirtschaftlichen Forschung für andere Erkrankungen entwickelt wurden. Auch kleine, aber spezialisierte Unternehmen erhalten in PPPs eine Möglichkeit, ihre Fähigkeiten einzubringen. Das Know-how wird ausgetauscht und verbleibt nicht innerhalb von Privatunternehmen. Verträge regeln, wer am Ende den Wirkstoff herstellt und vermarktet.
- Eine relativ neue Idee ist der Open-Source-Ansatz: Wer an der Entwicklung eines Wirkstoffes beteiligt ist, muss neue Erkenntnisse gegenüber der Gemeinschaft offenlegen. Jeder Laborant, Forscher, jede Behörde und jedes Unternehmen kann seine Arbeitszeit oder Geld spenden; und da der entwickelte Wirkstoff als Open-Source-Erzeugnis nicht patentiert werden darf, kann jedermann ihn herstellen, verkaufen oder sogar weiterentwickeln. Profitstreben ist somit nicht möglich, was für die Geldgeber einen starken ideologischen Anreiz darstellen dürfte.[25] Open source entspricht auch dem Geist Jonas Salks (Erfinder der Polio-Impfung): „Wem gehört mein Impfstoff? Dem Volk! Könnten Sie denn die Sonne patentieren?“

## Kritik
Pharmaunternehmen können versuchen, die Forschung, die wissenschaftlichen Publikationen und die ärztliche Weiterbildung über ihre Produkte in ihrem Sinn zu beeinflussen, oder haben dies bereits gemacht. Dabei werden Forscher, insbesondere Meinungsführer, unterstützt, welche die klinischen Studien durchführen und die klinischen Richtlinien erstellen. Die Unterstützung erfolgt nicht in jedem Fall mit Geld, sondern kann auch durch Mithilfe beim Verfassen von wissenschaftlichen Publikationen erfolgen. Die Forscher können dabei in Interessenkonflikte (Befangenheit) zwischen dem allgemeinen Wohle und dem persönlichen (z. B. finanziellen) Interesse kommen. Um die Transparenz zu erhöhen, müssen in biomedizinischen wissenschaftlichen Publikationen Interessenskonflikte angegeben werden.